# Pneumatopteris auctipinna
Pneumatopteris auctipinna är en kärrbräkenväxtart som beskrevs av Holtt. Pneumatopteris auctipinna ingår i släktet Pneumatopteris och familjen Thelypteridaceae. Inga underarter finns listade.